# Norton Jubilee-serie
De Norton Jubilee-serie was een kleine serie 250cc-motorfietsen die het Britse merk Norton produceerde van 1958 tot 1966.

## Voorgeschiedenis
Norton had in haar hele geschiedenis slechts een keer een 250cc-motorfiets gebouwd, het Norton 2½ HP OHV Model in 1922. Dat was een prototype met een kopklepmotor dat nooit op de markt kwam. Sindsdien waren de 350cc-modellen de lichtste, maar ook die kregen niet veel aandacht. Omdat er nu eenmaal geracet werd met de 350cc-Norton 40M Manx leverde men het 350cc-Norton Model 50 een toermotorfiets waar ook geen sportieve versie van bestond. In 1958 was het zestig jaar sinds James Lansdowne Norton de Norton Mfg. Company had opgericht. 1898 was echter niet het begin van de motorfietsproductie. Norton produceerde toen fietsonderdelen en kettingen. Van motorfietsen was in het hele Verenigd Koninkrijk nog geen sprake. De eerste Norton motorfiets, de Energette, verscheen pas in 1902.

## Norton Jubilee-serie
Een wetswijziging die voor 1960 was aangekondigd was de aanleiding om de Jubilee te bouwen. Vanaf dat jaar mochten "Learner drivers" niet op motorfietsen zwaarder dan 250 cc rijden. Die lichte motorfietsjes waren tamelijk dun gezaaid. Ook AJS, Matchless en Triumph leverden ze niet, BSA leverde de 12pk-eencilinder C12 en er waren nog wat kleine merken met Villiers-tweetaktmotoren. James en Francis-Barnett leverden identieke modellen, de James Commodore L25 en de Francis-Barnett Cruiser 80, allebei met AMC 25T-tweetaktmotor.
Norton-directeur Bert Hopwood was niet van plan een tweecilinder te gaan maken. Wellicht had hij een voorkeur voor een "half" Norton Dominator Model 7, dat men een cilinder minder ongeveer 15 pk zou leveren. Voor de Britse concurrentie zou dat genoeg zijn geweest, maar er was ook nog rekening te houden met Honda Dream-serie. Die was al langer op de markt, maar vanaf 1957 waren het paralleltwins die 18 pk leverden. Voor beginnende rijders waren ze interessant, relatief goedkope 250cc-machines die net zo sterk waren als 350cc-machines als het Norton Model 50, AJS Model 16, de Matchless G3L/S en de BSA B31 en zelfs de tweecilinder Triumph T21 "Twenty One". Daar kwam nog bij dat het "strikken" van beginnende rijders belangrijk was. Die filosofie hanteerde Soichiro Honda ook. Hopwood nam het ontwerp van het jubileummodel persoonlijk ter hand. Hij had ook de Norton Dominator ontwikkeld.

### Norton Jubilee Standard en de Luxe
Hopwood ontwierp twee versies van de Norton Jubilee: de Standard en de De Luxe. Die laatste was voorzien van een plaatstalen omhulsel rond het achterwiel, ongeveer zoals Triumph T21 Twenty One ook had. De Norton Jubilee was niet alleen Norton's lichtste model, het was ook het eerste met een blokmotor. Het model werd in 1958 gepresenteerd tijdens de Earls Court Show. Voor de gelegenheid was een exemplaar voor 10.000 pond verguld.

#### Motor
De motor was uiteraard helemaal nieuw, maar hij leek ook niet op de zwaardere Norton-tweecilinders. De hele motor was uit lichtmetaal opgebouwd. De afzonderlijke cilinders waren diep verzonken in het carter, waardoor slechts vijf koelribben in het zicht zaten. Het was wel een paralleltwin met (ook al afwijkend voor Norton) twee hoogliggende nokkenassen voor en achter de cilinders. De korte stoterstangen bedienden via tuimelaars de kleppen. De big-end lagers waren stevig uitgevoerd, ze stamden van de 500cc-Dominator Model 7. De machine had om voldoende vermogen te ontwikkelen een korteslagmotor. De boring bedroeg 60 mm, de slag slechts 44 mm. Daardoor kwam de cilinderinhoud op 248,8 cc. De smering geschiedde via het gebruikelijke dry-sump-smeersysteem met een 1,75-iter-olietank onder het zadel. De olietank was onzichtbaar weggewerkt achter de beplating bij de De Luxe en een zijdeksel bij de Standard. De ontsteking (in die tijd meestal een magneetontsteking van Lucas), werd nu verzorgd door een 6 volt Wico-Pacy accu-bobinesysteem waarbij de contactpuntjes via een inspectiedekseltje bereikbaar waren. De motor leverde ongeveer 16 pk bij 8.000 tpm, een - zeker in die tijd - ongehoord hoog toerental.

#### Transmissie
Hoewel de Jubilee een blokmotor had, werden koppeling en vierversnellingsbak door een duplexketting aangedreven. Op de vierversnellingsbak (verhoudingen 6,8:1, 8,8:1, 12,5:1 en 19,7:1) zat ook de kickstarter. Het achterwiel werd door een ketting aangedreven.

#### Rijwielgedeelte
Op het oog had de Jubilee een semi-dubbel wiegframe, met een dikke buis van het balhoofd naar de voor/onderkant van het motorblok, waar twee dunne buisjes naar het achterframe liepen. Die buisjes droegen echter niet bij aan de stevigheid van het frame, maar dienden slechts als bevestiging voor de middenbok. Daarom betrof het hier een brugframe met het motorblok als dragend deel. Voor zat een telescoopvork, achter een swingarm met twee veer/demperelementen. Voor en achter zaten trommelremmen. Al deze onderdelen waren niet nieuw. Ze kwamen uit de magazijnen van Associated Motor Cycles, waar Norton deel van uitmaakte, maar ook AJS, Matchless, Francis-Barnett en James. De voorvork, wielen en remmen kwamen bijvoorbeeld van Francis-Barnett.

#### Problemen
Aanvankelijk kende de Jubilee een aantal problemen, waaronder onbetrouwbaarheid en olielekkage. Hopwood moest enkele wijzigingen aanbrengen. Hij verving het lichtmetalen carter door nodulair gietijzer en verbeterde de tussenas van de versnellingsbak.

## Einde productie
Toen het model eenmaal verbeterd was, nam de populariteit ook toe. Tot 1963, toen de Norton-productie van Birmingham naar de AMC-fabriek in Woolwich verhuisde, waren er ongeveer 5.000 geproduceerd. In Woolwich liep de productie nog door tot 1966, toen het failliete AMC werd overgenomen door de Villiers Engineering Group. Het bedrijf, dat nu "Norton-Villiers" heette, schrapte alle modellen van AJS, Matchless, James en Francis-Barnett en ook alle lichte Norton-modellen om zich helemaal te richten op de productie van de Norton Commando.

## Afbeeldingen

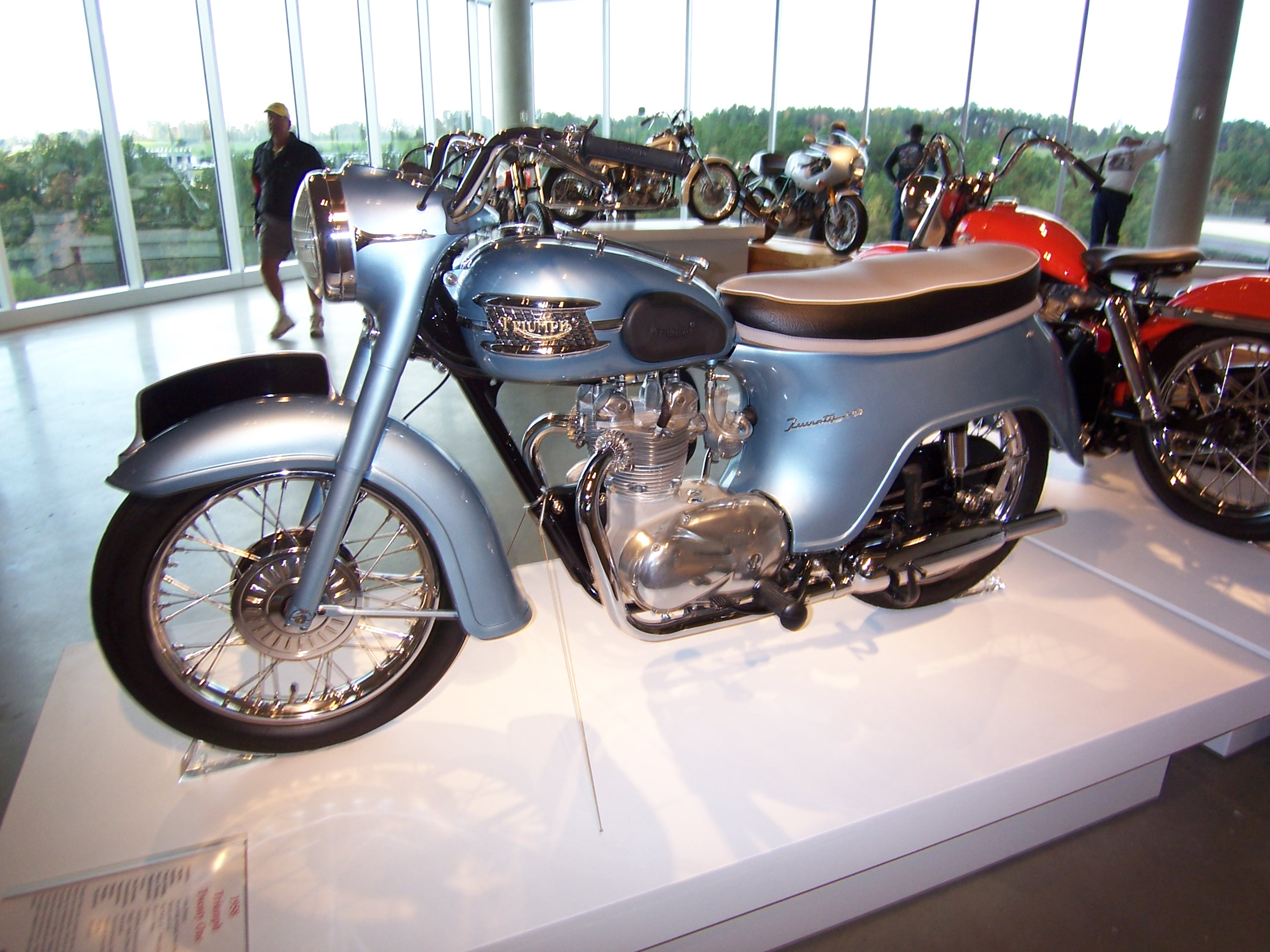
Triumph T21 Twenty One
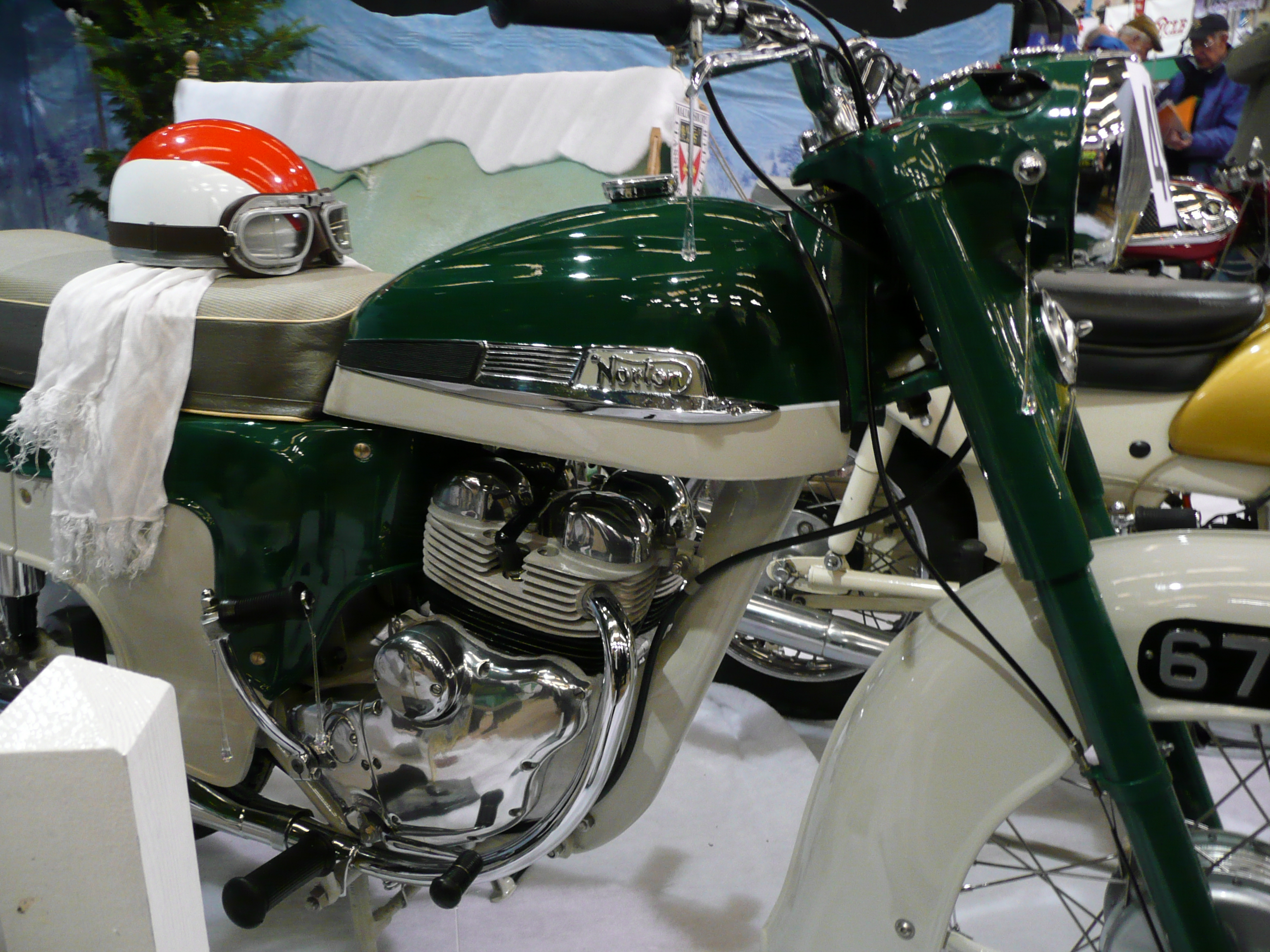
Norton Jubilee De Luxe uit 1961, met plaatwerk rond het achterwiel
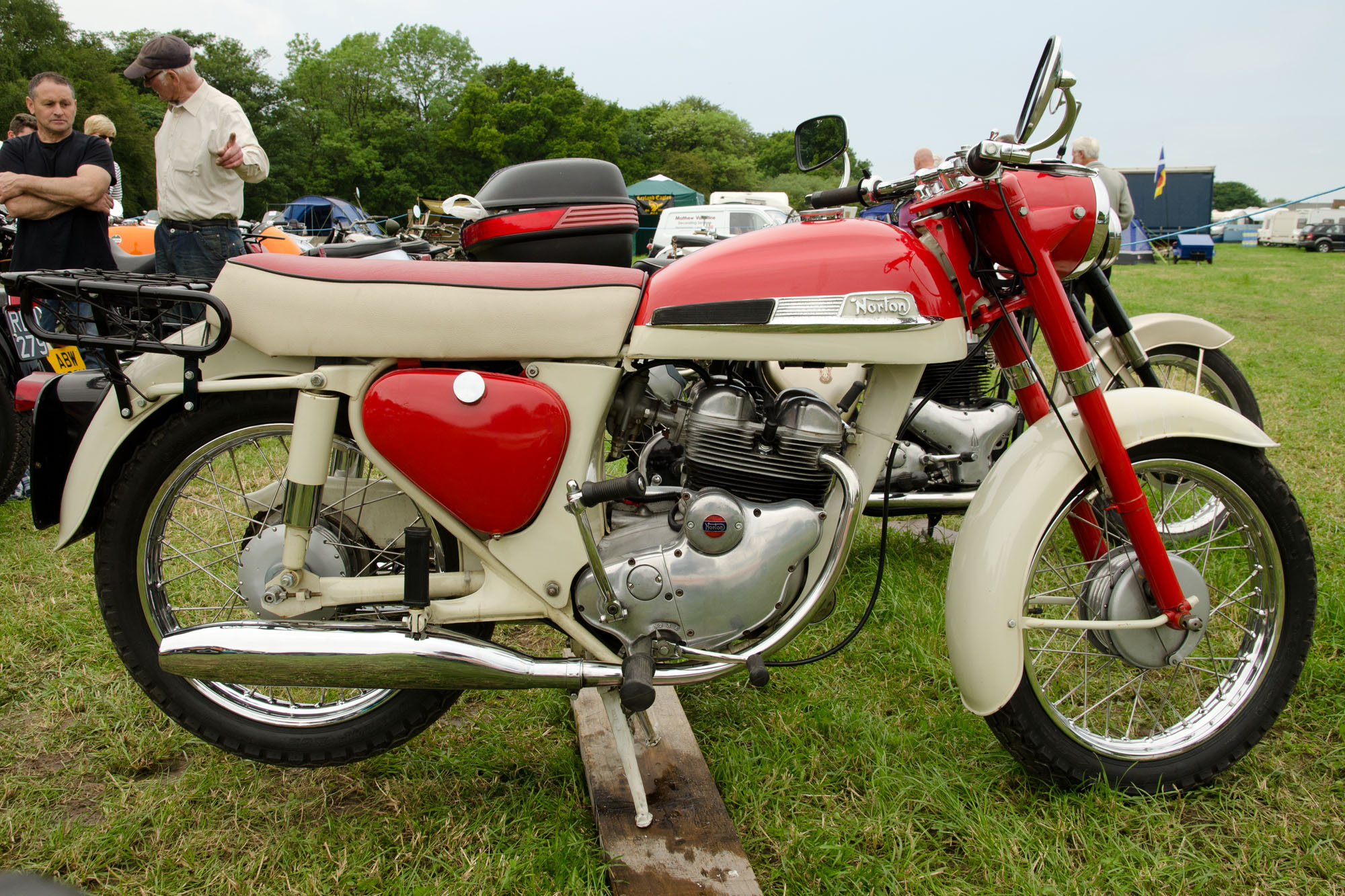
Norton Jubilee Standard uit 1961